# Mellantjärnen (Tuna socken, Medelpad, 690944-155293)
Mellantjärnen är en sjö i Sundsvalls kommun i Medelpad och ingår i Ljungans huvudavrinningsområde. Sjön är 10,5 meter djup, har en yta på 0,03 kvadratkilometer och befinner sig 272 meter över havet.